# Foktrumsel
Foktrumsel, trumsel foka – żagiel rejowy występujący na żaglowcach typu bryg, bark lub fregata, na przednim maszcie jednostki, czyli fokmaszcie. Najczęściej jest to żagiel szóstego piętra ożaglowania rejowego, licząc od pokładu, i jednocześnie najwyższy na swoim maszcie.
Ponieważ świat żaglowców cechuje się bardzo dużym urozmaiceniem budowy takielunku, możliwe są także inne rozwiązania. Np. gdy zamiast jednego fokbramsla występują dwa żagle – f. dolny i f. górny, to wtedy automatycznie foktrumsel staje się żaglem piętra siódmego.
Bezpośrednio pod foktrumslem wisi zazwyczaj fokbombramsel, natomiast nad foktrumslem nie spotyka się dalszych żagli rejowych.
Na brygu, który jest typem rejowego żaglowca dwumasztowego, znajdują się zwykle dwa maszty fokmaszt (przedni) i grotmaszt (tylny). Foktrumsel wisi na tym pierwszym.